# Shasō Gakkai
Shasō Gakkai (社叢学会) är en japansk ideell organisation som grundats med syfte att främja forskning om, samt beskydda och utveckla heliga skogar. Dessa kan vara så kallade Chinju no Mori i anslutning till shinto-helgedomar, skogar ägda av buddhist-tempel, skogbevuxna gravhögar, eller så kallade utaki, vilka förekommer på Okinawa.